# 9374 Sundre
A 9374 Sundre (ideiglenes jelöléssel 1993 FJ46) a Naprendszer kisbolygóövében található aszteroida. Az UESAC program keretében fedezték fel fel 1993. március 19-én.